# Gare de Seurre
Gare de Seurre – stacja kolejowa w Seurre, w departamencie Côte-d’Or, w regionie Burgundia-Franche-Comté, we Francji.
Została otwarta 20 czerwca 1882 przez Compagnie des chemins de fer de Paris à Lyon et à la Méditerranée (PLM). Jest stacją Société nationale des chemins de fer français (SNCF), obsługiwaną przez pociągi TER Bourgogne.

## Położenie
Znajduje się na wysokości 179 m n.p.m., na 359,701 km linii Dijon – Saint-Amour, pomiędzy stacjami Pagny i Mervans.